# 20 februarie
ianuarie • februarie • martie  • aprilie  • mai  • iunie  • iulie  • august  • septembrie  • octombrie  • noiembrie  • decembrie
20 februarie este a 51-a zi a calendarului gregorian. Mai sunt 314 zile până la sfârșitul anului (315 zile în anii bisecți).

## Evenimente

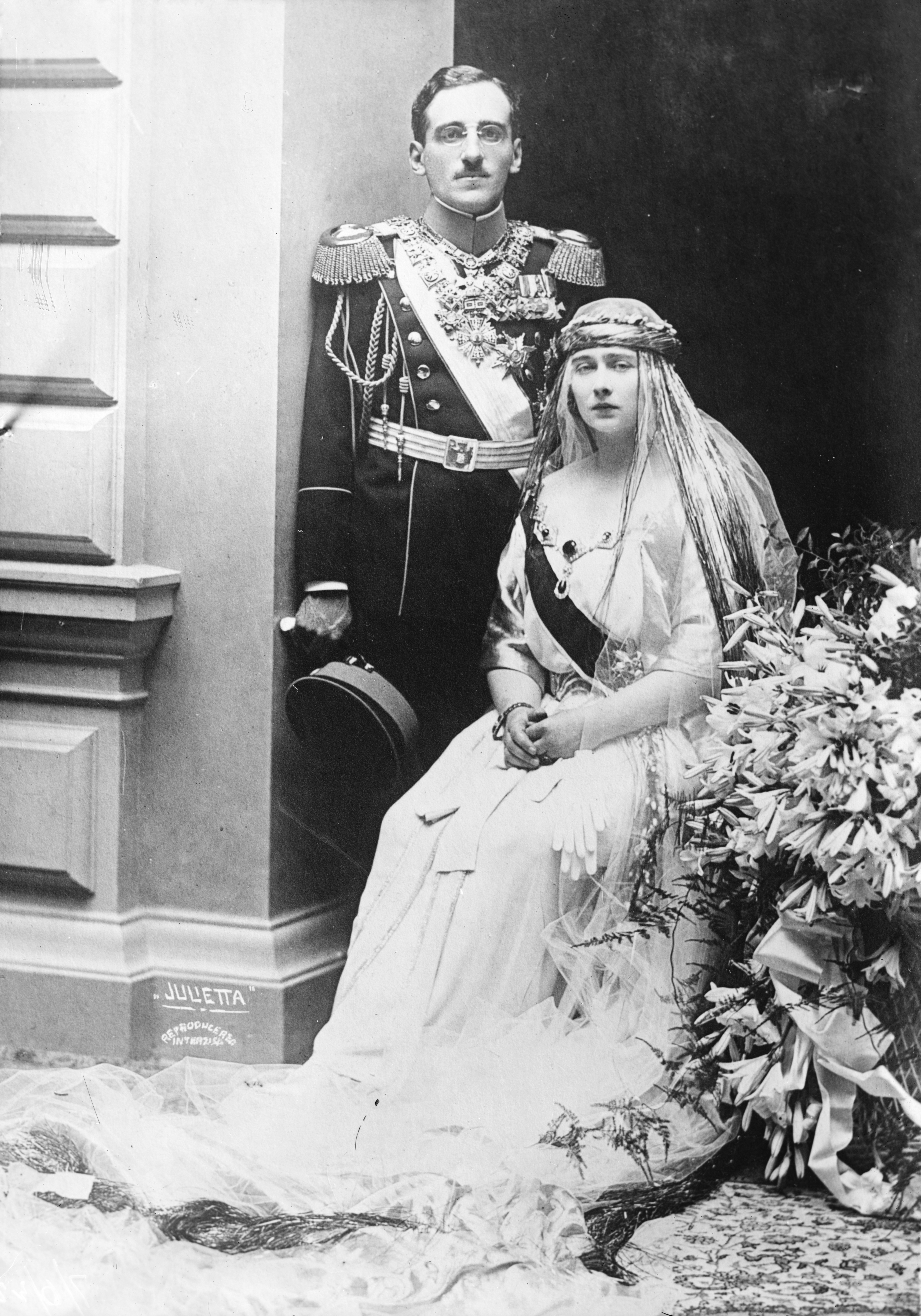
1922: A avut loc, la București, logodna Principesei Maria a României cu Principele Alexandru (unicul fiu al regelui Serbiei, Petru I Karagheorghevici); nunta a avut loc la 8 iunie 1922, la Belgrad.

- 1547: Eduard al VI-lea este încoronat rege al Angliei la Westminster Abbey.
- 1798: Mareșalul francez, Louis Alexandre Berthier, îl îndepărtează pe Papa Pius al VI-lea de la putere.
- 1816: Bărbierul din Sevilla, de Gioachino Rossini, debutează la "Teatro Argentina", cu un fiasco.
- 1849: Împăratul Austriei, Franz Joseph I, a promulgat o Constituție prin care se recunoaște Transilvaniei o autonomie limitată (4 februarie – 4 martie 1849).
- 1856: Se dă "Legiuirea pentru emanciparea tuturor țiganilor din Principatul Țării Româneti", document considerat a fi actul de dezrobire a rromilor.
- 1878: Papa Leon al XIII-lea își începe pontificatul.
- 1922: A avut loc, la București, logodna Principesei Maria a României cu Principele Alexandru (unicul fiu al regelui Serbiei, Petru I Karagheorghevici); nunta a avut loc la 8 iunie 1922, la Belgrad.
- 1926: A apărut, la București, Viața literară (până în 1938, cu întreruperi), sub direcția lui George Murnu.
- 1932: A apărut, la București, România literară. Gazetă de critică și informație literară, artistică și culturală, sub direcția lui Liviu Rebreanu (până în ianuarie 1934).
- 1938: A debutat, la postul de radio București, Maria Tănase, cea care va deveni simbolul cântecului popular românesc.
- 1938: A fost decretată o nouă Constituție, promulgată la 27 februarie 1938, prin care se introducea dictatura regală a lui Carol al II–lea (1938–1940) și sfârșitul regimului parlamentar.
- 1962: A fost lansată nava cosmică Mercury–Atlas 6, cu astronautul John Glenn, care realizează primul zbor american pe orbită.
- 1986: A fost plasat pe orbită primul element al stației orbitale MIR.
- 1991: S-a inaugurat oficial, la Praga, Secretariatul Permanent al CSCE (Conferința pentru Securitate și Cooperare în Europa – din decembrie 1994, OSCE).
- 2006: A fost inaugurată Low Racoviță, prima stație românească din Antarctica.

## Nașteri
- 1630: Josefa de Óbidos, pictoriță portugheză (d. 1684)
- 1726: William Prescott, colonel american din timpul Războiului de Independență al Statelor Unite ale Americii (d. 1795)
- 1759: Johann Christian Reil, medic, fiziolog, anatomist și psihiatru german (d. 1813)
- 1761: Ludwig Abeille, pianist și compozitor german (d. 1838)
- 1815: Louis Le Chatelier, chimist francez (d. 1873)
- 1829: Antonio Guzmán Blanco,  militar și om politic, președintele Venezuelei (d. 1899)
- 1844: Ludwig Eduard Boltzmann, fizician și matematician austriac (d. 1906)
- 1863: Lucien Pissaro, pictor francez (d. 1944)
- 1867: Louise a Marii Britanii, fiica regelui Eduard al VII-lea al Regatului Unit (d. 1931)
- 1875: Marie Marvingt, aviatoare franceză (d. 1963)
- 1882: Nicolai Hartmann, filozof german (d. 1950)
- 1886: Béla Kun, om politic ungur (d. 1938)

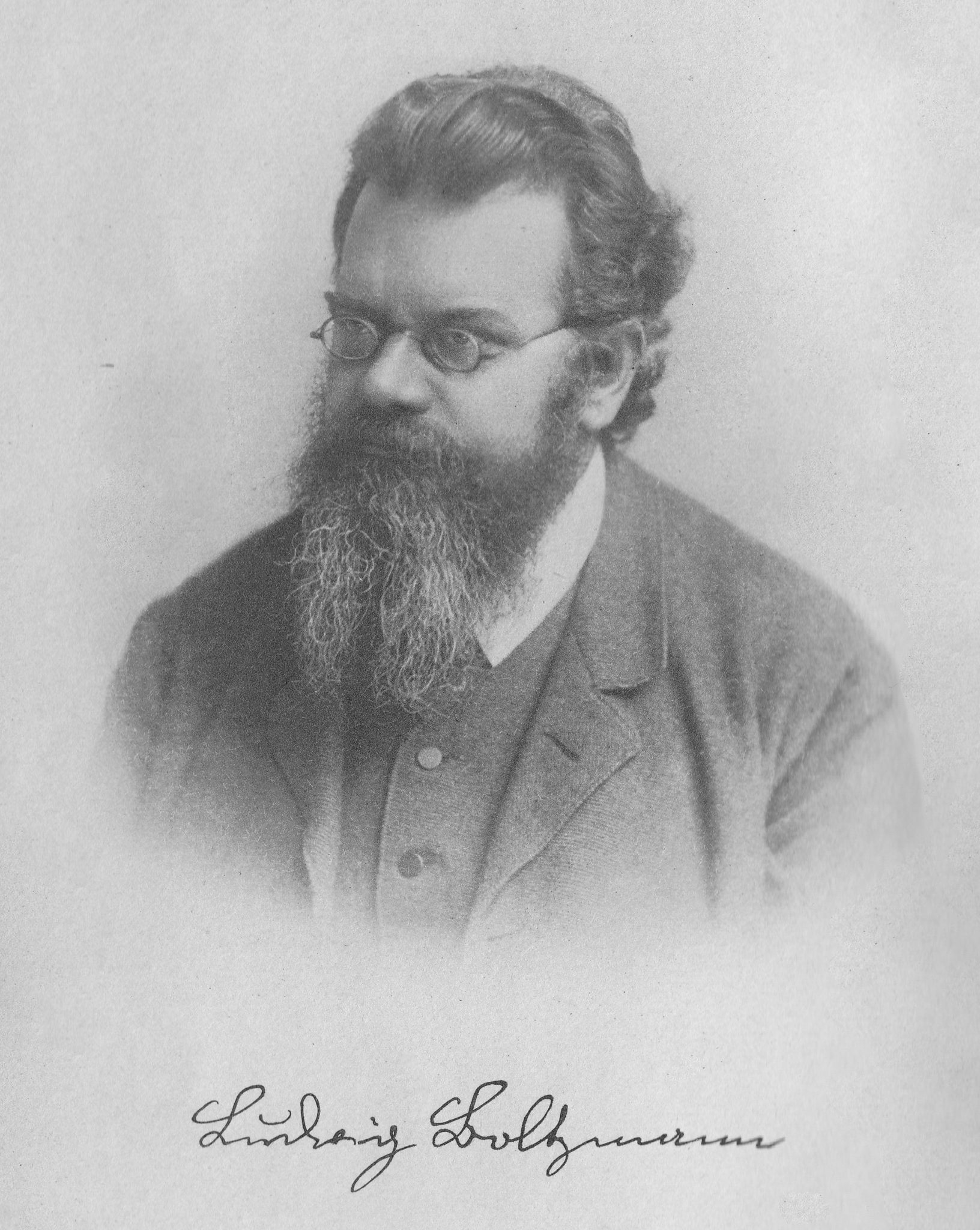
Ludwig Eduard Boltzmann, fizician și matematician austriac
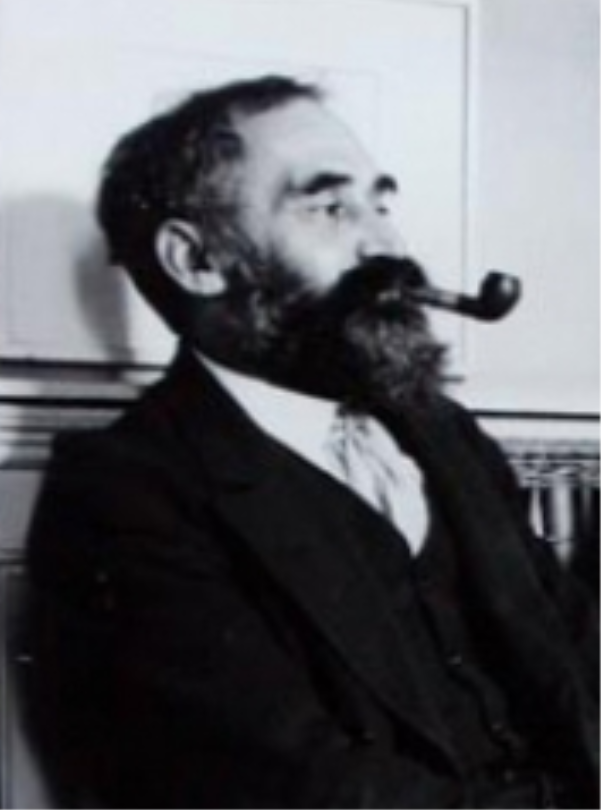
Lucien Pissaro, pictor francez
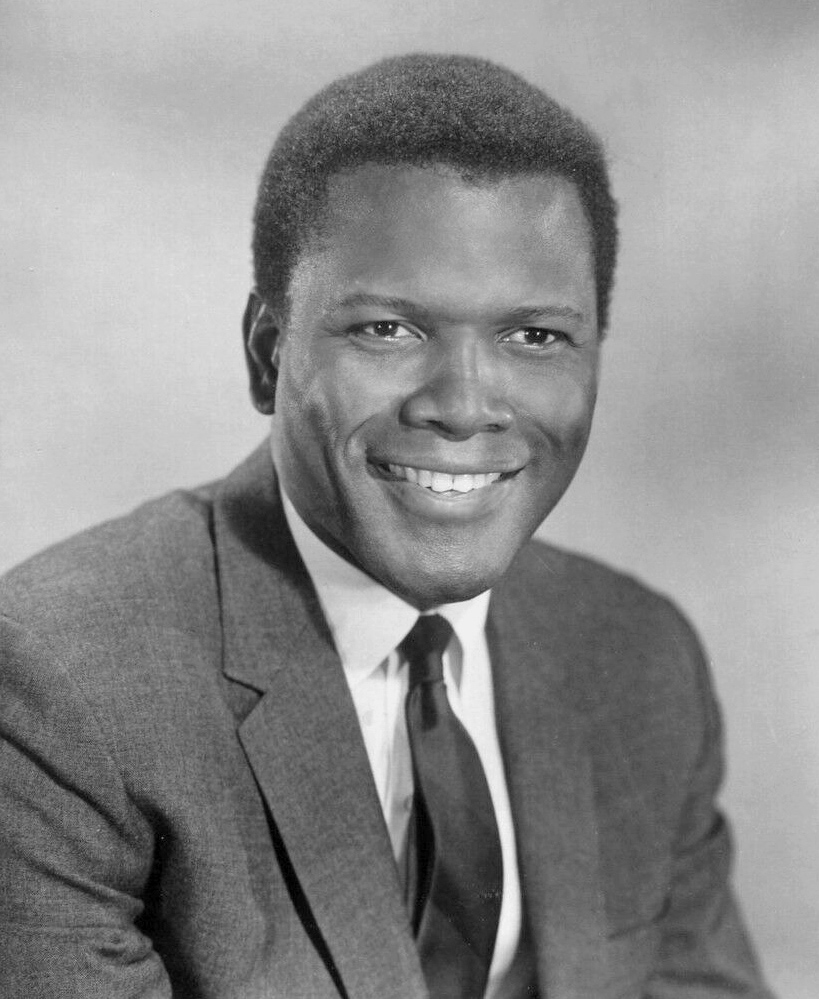
Sidney Poitier, actor american

- 1888: Georges Bernanos, scriitor francez (d. 1948)
- 1894: Jarosław Iwaszkiewicz, scriitor polonez (d. 1980)
- 1902: Ansel Adams, fotograf american (d. 1984)
- 1912: Pierre Boulle, scriitor francez (d. 1994)
- 1924: Eugen Barbu, scriitor, scenarist, publicist român (d. 1993)
- 1925: Robert Altman, regizor american (d. 2006)
- 1926: Richard Matheson, autor american și scenarist  (d. 2013)
- 1927: Sidney Poitier, actor american (d. 2022)
- 1927: Mircea Malița, scriitor, matematician și diplomat român (d. 2018)
- 1934: Bobby Unser, pilot american (d. 2021)
- 1937: Robert Huber, chimist german
- 1940: Jimmy Greaves, fotbalist englez (d. 2021)
- 1940: Hans Eckart Schlandt, organist sas
- 1943: Diana L. Paxson, scriitor american
- 1945: George F. Smoot, fizician american
- 1945: George Fitzgerald Smoot, fizician american
- 1947: Valentina Cojocaru, cântăreață din Republica Moldova
- 1947: Peter Strauss, actor american
- 1947: John C. Maxwell, autor american
- 1950: Jean-Paul Dubois, scriitor francez
- 1951: Gordon Brown, om politic britanic, prim-ministru al Marii Britanii în perioada 2007-2010
- 1953: Mihai Ciobanu, cântăreț român

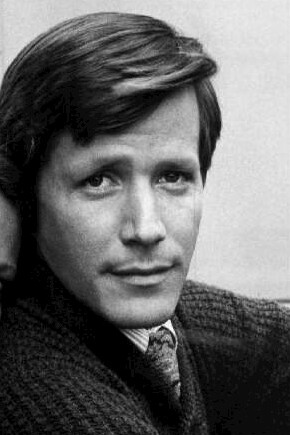
Peter Strauss, actor american
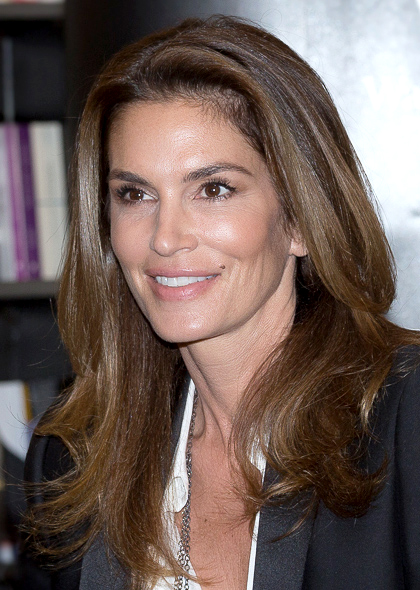
Cindy Crawford, fotomodel americană
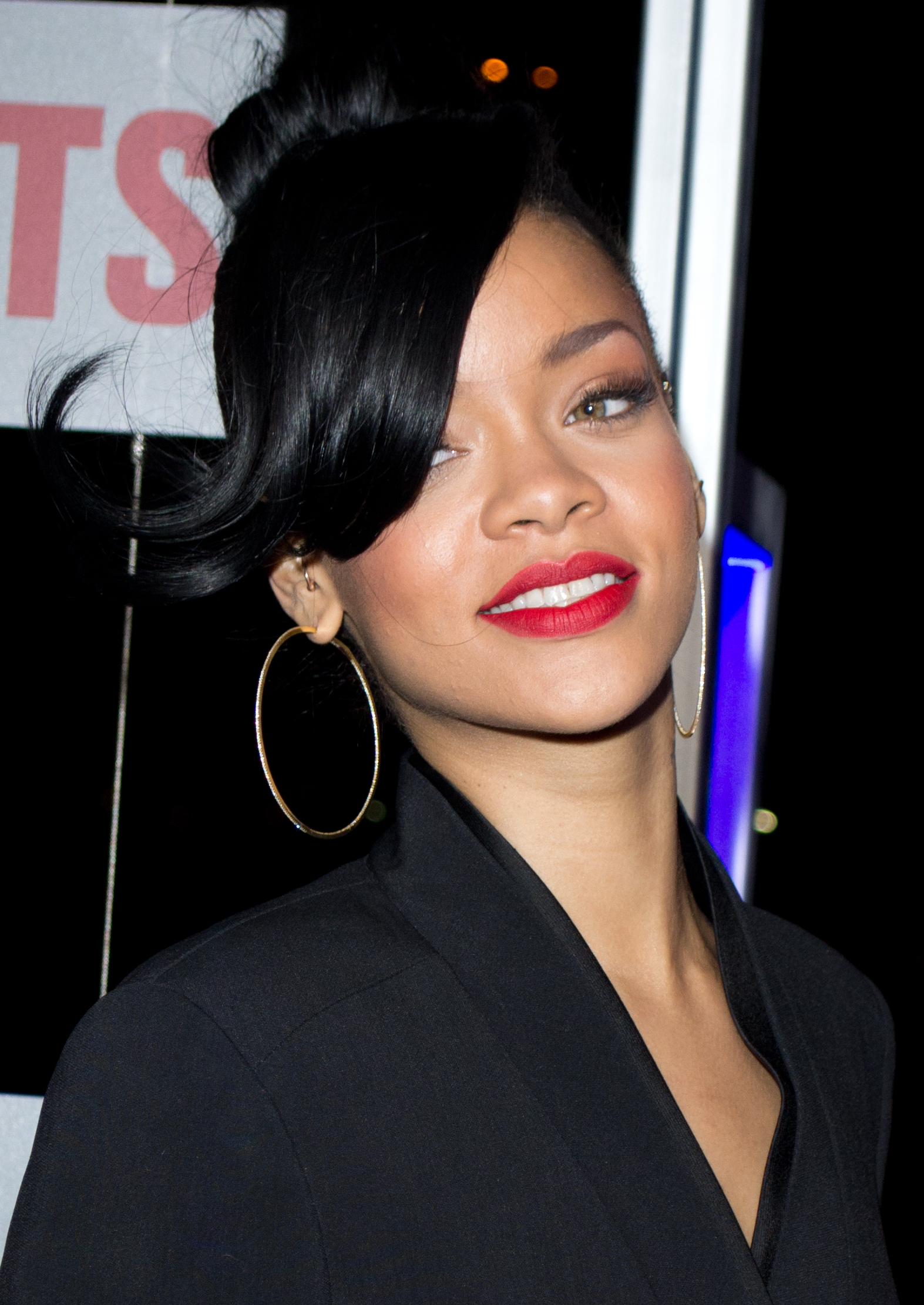
Rihanna, cântăreață din Barbados

- 1954: Grigore Leșe, interpret român de folclor
- 1956: Corneliu Ionescu, pictor român
- 1963: Oliver Mark, fotograf german
- 1964: Rudi Garcia, jucător și antrenor francez de fotbal
- 1966: Cindy Crawford, fotomodel, actriță americană
- 1966: George Ciamba, diplomat român de carieră (d. 2021)
- 1967: Kurt Cobain, muzician american, Nirvana (d. 1994)
- 1971: Jari Litmanen, fotbalist finlandez
- 1971: Virgil Ianțu, cântăreț și prezentator TV român
- 1973: Claudiu Târziu, jurnalist, scriitor român și senator român
- 1978: Julia Jentsch, actriță germană
- 1980: Artur Boruc, fotbalist polonez
- 1985: Mihaela Briscan, handbalistă română
- 1985: Charlie Kimball, pilot american
- 1988: Rihanna, cântăreață, textieră și dansatoare din Barbados
- 1990: Mihaela Bulică, scrimeră română
- 1990: Ciro Immobile, fotbalist italian
- 2014: Prințesa Leonore, Ducesă de Gotland, nepoata regelui Carl al XVI-lea Gustaf al Suediei

## Decese
- 1431: Papa Martin al V-lea (n. 1368)
- 1731: Antoine I, Prinț de Monaco (n. 1661)
- 1773: Regele Carol Emanuel al III-lea al Sardiniei (n. 1701)
- 1790: Iosif al II-lea, împărat al Sfântului Imperiu Romano-German (n. 1741)
- 1882: Moș Ion Roată, deputat în Adunarea ad–hoc a Moldovei (n. 1806)
- 1907: Henri Moissan, chimist francez, laureat Nobel (n. 1852)
- 1915: Sir Charles Augustus Hartley, inginer britanic (n. 1825)

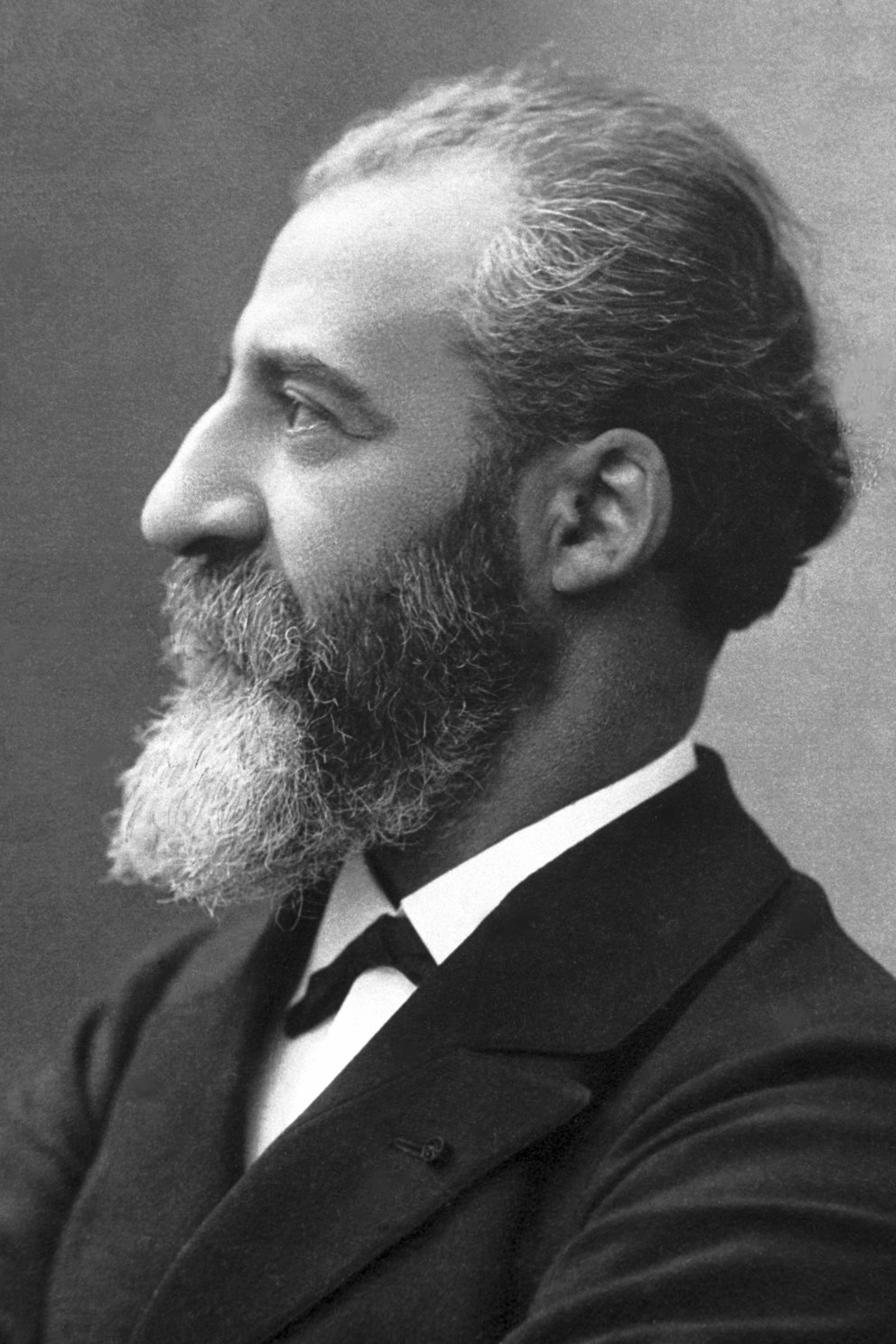
Henri Moissan, chimist francez, laureat Nobel
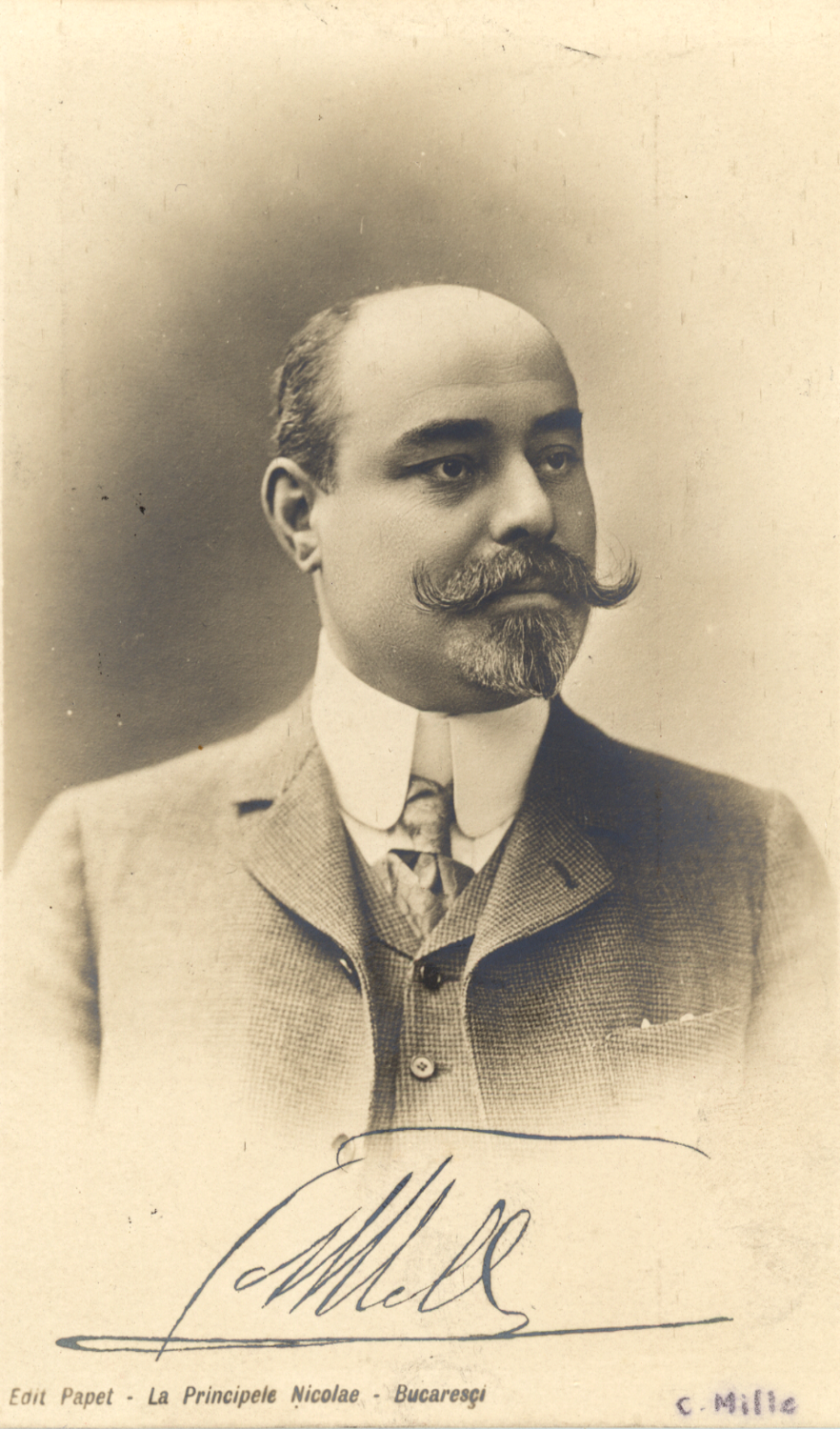
Constantin Mille, scriitor, ziarist român
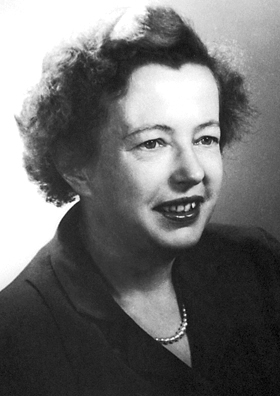
Maria Goeppert-Mayer, fizician german, laureat Nobel

- 1916: Léon Comerre, pictor francez (n. 1850)
- 1920: Robert Peary, explorator american (n. 1856)
- 1927: Constantin Mille, scriitor, ziarist român (n. 1861)
- 1965: René Jeannel, zoolog francez (n. 1879)
- 1972: Maria Goeppert-Mayer, fizician german, laureat al Premiului Nobel pentru Fizică (n. 1906)
- 1987: Constantin Avram, inginer român, membru corespondent al Academiei Române (n. 1911)
- 1996: Gheorghe Dumitrescu, compozitor român (n. 1914)
- 1996: Tōru Takemitsu, compozitor japonez (n. 1930)
- 1997: Pierre Gascar, scriitor franez, câștigător al Premiului Goncourt în 1953 (n. 1916)
- 2006: Ionel Drîmbă, scrimer român (n. 1942)
- 2008: Ondrej Štefanko, poet, eseist și traducător român de origine slovacă (n. 1949)
- 2009: Costin Cazaban, compozitor și muzicolog român (n. 1946)
- 2010: Alexander Haig, secretar de stat american în perioada 1981-1982 (n. 1924)
- 2019: Claude Goretta, regizor de film, producător de televiziune și scenarist elvețian (n. 1929).
- 2022: Francesca Tardioli, diplomată italiană (n. 1965)
- 2024: Andreas Brehme, fotbalist german (n. 1960)

## Sărbători
- Sf. Ier. Leon, episcopul Cataniei (calendar ortodox, greco-catolic, romano-catolic)
- Sf. Agaton, episcopul Romei (calendar ortodox, greco-catolic)
- Friedrich Weißler, jurist, martir executat în Sachsenhausen la 19 februarie 1937 (calendar evanghelic)

- Ziua Mondială a Dreptății Sociale (ONU) (din 2009)